# Erandol
Erandol är en ort i Indien.   Den ligger i distriktet Jalgaon och delstaten Maharashtra, i den centrala delen av landet, 900 km söder om huvudstaden New Delhi. Erandol ligger 226 meter över havet och antalet invånare är 30 931.
Terrängen runt Erandol är platt, och sluttar norrut. Runt Erandol är det tätbefolkat, med 297 invånare per kvadratkilometer. Närmaste större samhälle är Dharangaon, 11,4 km nordväst om Erandol. Trakten runt Erandol består till största delen av jordbruksmark.